# Bulldozer (programma televisivo)
Bulldozer è stato un programma televisivo comico e satirico, andato in onda su Rai 2 dal 2003 al 2005 e condotto da Federica Panicucci e, inizialmente, Dario Vergassola, sostituito poi da Enrico Bertolino.
Al programma partecipavano vari comici, tra cui David Riondino, Caterina Guzzanti, Alessandro Siani, Max Tortora e i Valleluja (ovvero i Quellilì).
Il complesso musicale del programma era diretto dal chitarrista Savino Cesario e vi vedeva anche la presenza di Antonella Mazza come bassista, oggi divenuta musicista di fama internazionale, e, nella prima edizione, Antonello Aguzzi come tastierista, attualmente membro del gruppo di Elio e le Storie Tese.

## Edizioni
| Edizioni | Periodo   | Conduzione                              | Regia            | Studio di messa in onda            |
| -------- | --------- | --------------------------------------- | ---------------- | ---------------------------------- |
| 1ª       | 2003      | Federica Panicucci con Dario Vergassola | Ranuccio Sodi    | Centro di Produzione Rai di Milano |
| 2ª       | 2003-2004 | Federica Panicucci con Enrico Bertolino | Celeste Laudisio | Centro di Produzione Rai di Milano |
| 3ª       | 2004-2005 | Federica Panicucci con Enrico Bertolino | Celeste Laudisio | Centro di Produzione Rai di Milano |